# 권주리 (카지노 딜러)
권주리(1991년 2월 28일 ~ )는 대한민국의 2013년 미스코리아 강원 미 출신의 카지노 딜러이다.

## 프로필
- 출생 : 1991년 2월 28일
- 신체 : 167.1 cm, 51 kg, 33-24-35
- 학력 : 강원관광대학 카지노학과
- 수상 : 2013년 미스코리아 강원 미
- 취미 : 여행, 소설 쓰기
- 특기 : 요가, 스쿠버 다이빙

## 신체 사이즈
- 가슴 : 33인치
- 허리 : 24인치
- 엉덩이 : 35인치

## 출연작

### TV 예능 프로그램
- tvN 《더 지니어스: 블랙가넷》 (2014년)[1]

## 같이 보기
- 홍지연